# Hvězdice síťovaná

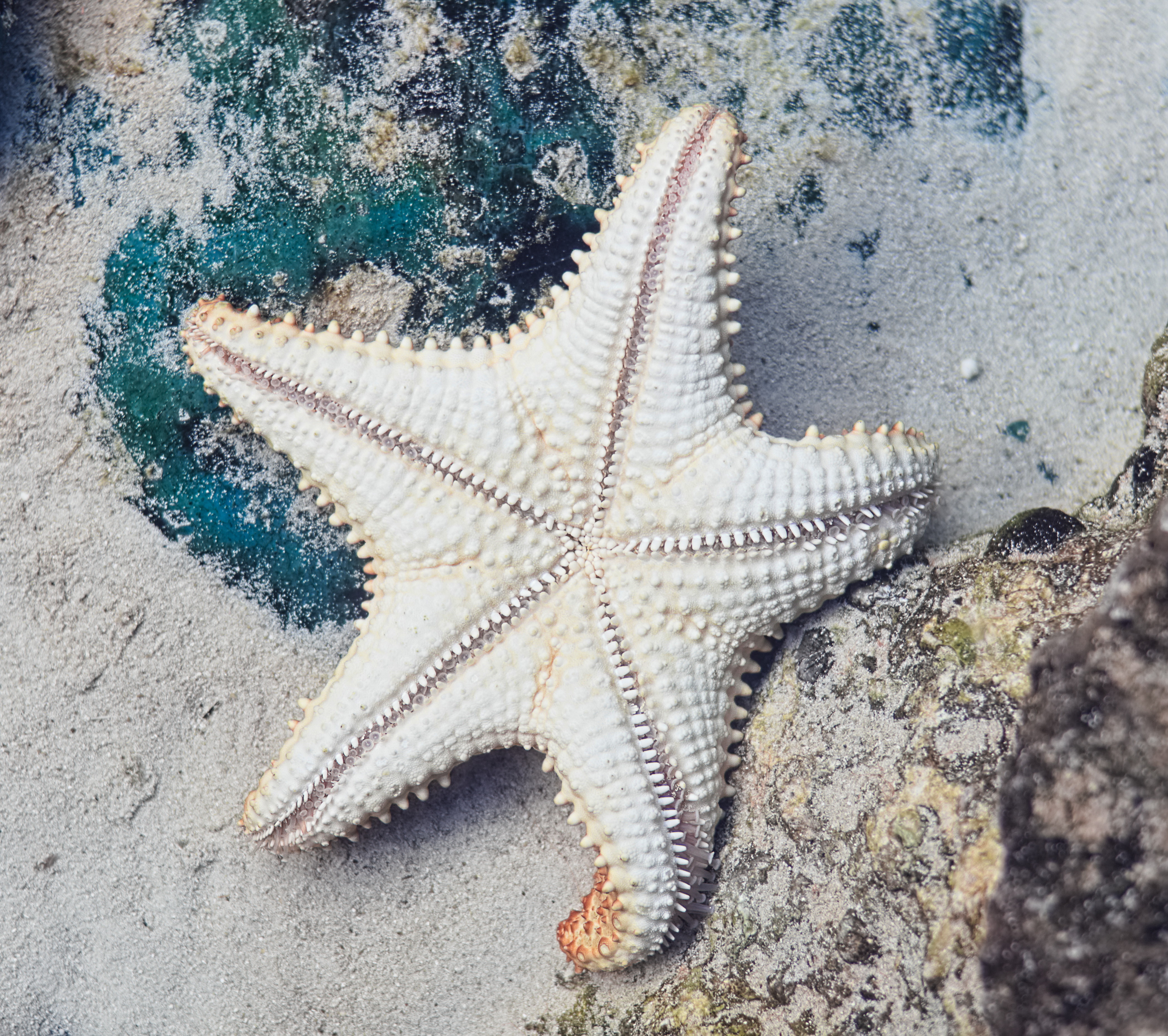
Hvězdice síťovaná

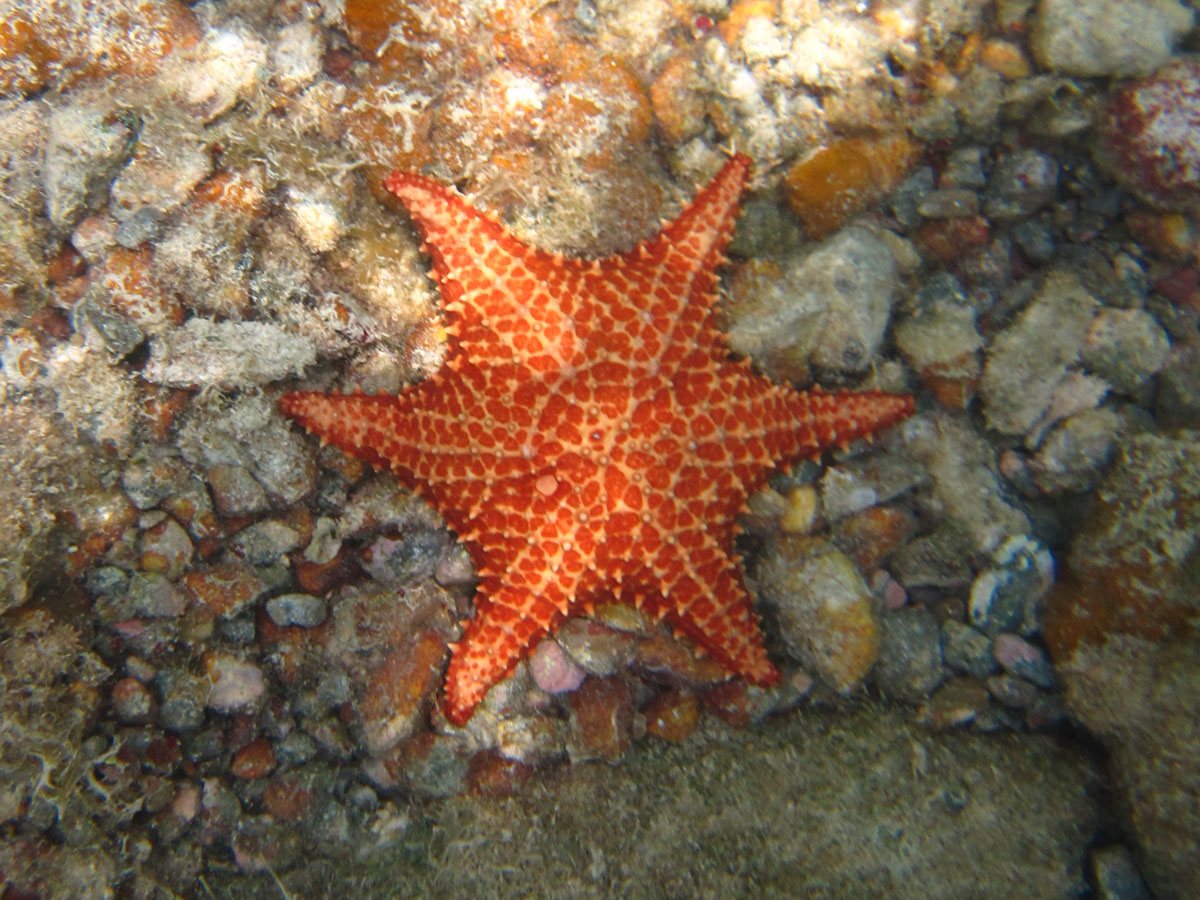
Hvězdice síťovaná se šesti pažemi

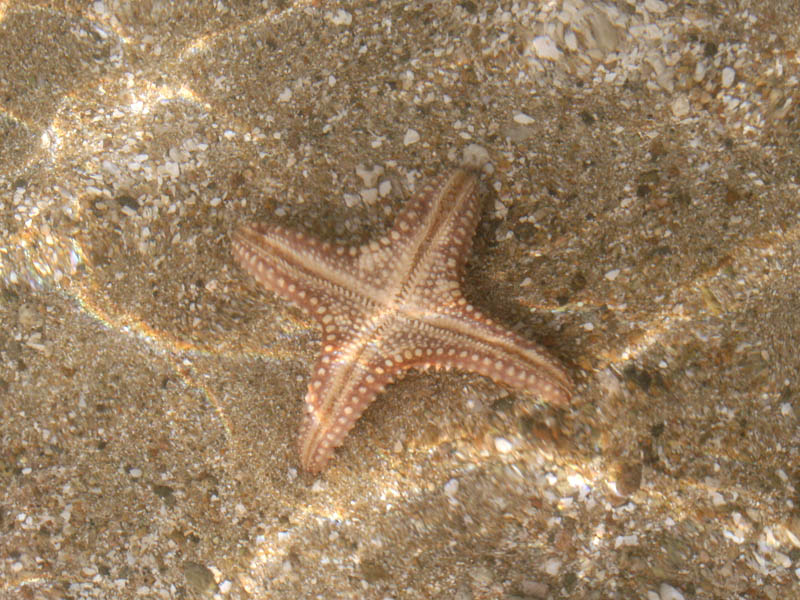
Hvězdice síťovaná se čtyřmi pažemi

Běžně známá jako západoindická mořská hvězda. Hvězdice síťovaná je druhem mořského bezobratlovce z čeledi Oreasteridae. Nejčastěji se nachází v mělké vodě v západním Atlantiku a v Karibském moři.

## Popis
Je největší mořskou hvězdou nalezenou v jejím rozmezí, dorůstá někdy až 50 centimetrů. Obvykle má pět tlustých širokých paží, které vyčnívají ze širokého polstrovaného disku, ale někteří jedinci jich mohou mít i čtyři, šest nebo sedm. Její horní plocha je tvrdá a je pokryta tupými hřbety. Barva dospělých je v odstínu červené, oranžové, žluté nebo hnědé. Mladiství jsou zelenavě hnědí se skvrnitými znaky.

## Výskyt
Hvězdice síťovaná se vyskytuje v mnoha regionech západního centrálního Atlantiku, včetně Baham, Cape Frio, Cape Hatteras, Karibského moře, Floridy, Mexického zálivu, Guyan a Yucatánu. Dospělí se obvykle nacházejí na písečných dunách a korálových sutinách v hloubkách až 37 metrů, zatímco mladiství obývají mořské trávy, kde jim jejich zbarvení pomáhá zajistit maskování. V zimě hvězdice migruje do pobřežních míst s malým množstvím vody.

## Biologie
Hvězdice síťovaná je všežravec, který se živí sedimenty z mořského dna, řasami, houbami a malými bezobratlými, které tam nachází. Shromažďuje spousty sedimentu a poté otočí svůj srdeční žaludek dovnitř a pohlcuje kořist. Hvězdice síťované si vybírají přednostně jedlé druhy hub, před jinou kořistí a ty mají tendenci se dále nerozšiřovat v oblastech, kde je hvězdic mnoho.
Hvězdice síťované mají oddělená pohlaví. V subtropických oblastech se rozmnožují v létě, avšak v tropických oblastech se rozmnožují po celý rok. Velké množství jedinců se v době rozmnožování může shromažďovat na jednom místě, někdy zaplní až čtrnáct metrů čtverečních. Tato koncentrace jednotlivců tak zvyšuje šanci na oplodnění, když jsou gamety uvolněny do moře. Larvy jsou součástí zooplanktonu a unášejí je proudy. Po průchodu několika vývojovými stádii se usadí na mořském dně, obvykle mezi mořskými řasami, a podstoupí metamorfózu na mladistvou hvězdici.

## Sběr
Sbírání hvězdic síťovaných je na některých místech, včetně Floridy nezákonné.